# Тригонометричне число
В математиці тригонометричне число (англ. trigonometric number) — ірраціональне число, отримане як синус або косинус раціонального числа обертів або, що те ж саме, синус або косинус кута, величина якого в радіанах є раціональним кратним числа пі, або синус або косинус раціонального числа градусів.